# Johar Baru (Dżakarta Centralna)
Johar Baru – dzielnica Dżakarty Centralnej. 

## Podział
Dzielnica składa się z czterech oddzielnych gmin (kelurahan):
- Galur – kod pocztowy 10530
- Tanah Tinggi – kod pocztowy 10540
- Kampung Rawa – kod pocztowy 10550
- Johar Baru – kod pocztowy 10560